# سيليا كاسترو
سيليا كاسترو (بالإسبانية: Celia Castro)‏ هي رسامة تشيلية، ولدت في 1860 في فالبارايسو في تشيلي، وتوفي بنفس المكان في 19 يونيو 1930.